# 대구극동방송
대구극동방송(大邱極東放送, Daegu Far East Broadcasting Company, 약칭 FEBC)은 개신교계 방송 중 하나로서, 대한민국 대구·경북 지역의 민영 방송이다. 방송국은 수성구 만촌1동 효신네거리 동편에 있다.

## 연혁
- 2009년 8월: 지방사 설립추진본부 개설, 송신점출력변경(가용주파수도출)
- 2009년 10월 30일: 대구극동방송 허가 신청
- 2009년 12월 31일: 방통위 신규 FM 허가신청 접수 완료
- 2011년 2월 12일: 대구극동방송 개국
- 2015년 11월 27일: 구미 FM중계소 개소
- 2018년 10월 26일: 대구극동방송 송신소 이전(두류동 83타워 → 이곡동 와룡산)

## 방송 주파수
| 방송국       | 호출부호 | 송신소        | 주파수     | 출력 | 송신소 위치                  | 개국일           |
| ------------ | -------- | ------------- | ---------- | ---- | ---------------------------- | ---------------- |
| 대구극동방송 | HLKK-FM  | 와룡산 송신소 | FM 91.9㎒  | 1㎾  | 대구 달서구 이곡동 산1 (TBC) | 2011년 2월 12일  |
| 대구극동방송 | HLKK-FM  | 구미 중계소   | FM 105.9㎒ | 200W | 경북 구미시 옥계동 산20 (KT) | 2015년 11월 27일 |

## 같이 보기
- KBS대구방송총국
- KBS안동방송국
- 대구MBC
- 안동MBC
- TBC
- 대구CBS
- 성서공동체FM
- 영주FM
- TBN 대구교통방송
- cpbc 대구가톨릭평화방송
- BBS 대구불교방송
- 대구국악방송
- BBS 대구불교방송
- WBS 대구원음방송